# Thomas Borgstedt
Thomas Borgstedt (* 1958 in Marburg) ist ein deutscher Literaturwissenschaftler.

## Leben
Ab 1978 studierte Borgstedt Germanistik, Philosophie und Soziologie in Frankfurt am Main (1983 Magister Artium). Er wurde 1991 an der Johann Wolfgang Goethe-Universität promoviert und hat sich 2001 ebenda habilitiert. 2011 wurde Borgstedt zum außerplanmäßigen Professor ernannt. Nach Vertretungsprofessuren und Gastaufenthalten war er von 2006 bis 2012 Wissenschaftlicher Koordinator des Internationalen Doktorandenkollegs „Textualität in der Vormoderne“ (Elitenetzwerk Bayern) und von 2012 bis 2024 Wissenschaftlicher Mitarbeiter an der LMU München. 1996 war Borgstedt Gründungsmitglied und bis 2002 Vizepräsident der Internationalen Andreas Gryphius-Gesellschaft und von 2002 bis 2023 deren Präsident.
Seine Forschungsschwerpunkte sind die Literaturgeschichte von der Frühen Neuzeit bis in die Gegenwart, insbesondere Literatur des Barockzeitalters, der Klassischen Moderne und der Gegenwart, Geschichte der Lyrik, speziell des Sonetts und des europäischen Petrarkismus, Theorie der literarischen Gattungen sowie Filmgeschichte des italienischen Films und des Western.
Thomas Borgstedt ist verheiratet und lebt in München.

## Veröffentlichungen (Auswahl)
- Reichsidee und Liebesethik. Eine Rekonstruktion des Lohensteinschen Arminiusromans. Tübingen 1993, ISBN 978-3-484-18121-2.
- Der galante Diskurs. Kommunikationsideal und Epochenschwelle. Hg. gem. mit Andreas Solbach. Dresden 2001, ISBN 978-3-933592-38-5.
- Martin Opitz (1597–1639). Nachahmungspoetik und Lebenswelt. Hg. gem. mit Walter Schmitz. Tübingen 2002, ISBN 978-3-484-36563-6.
- Anthropologie und Medialität des Komischen im 17. Jahrhundert. Hg. gem. mit Stefanie Arend, Nicola Kaminski und Dirk Niefanger, Amsterdam 2008, ISBN 978-9042024175.
- Topik des Sonetts. Gattungstheorie und Gattungsgeschichte. Tübingen 2009, ISBN 978-3-484-36638-1.
- Andreas Gryphius: Gedichte. Mit einem Nachwort hg. von Thomas Borgstedt. Reclam, Stuttgart 2012, ISBN 978-3-15-018561-2.